# 天津特别市政府
天津特别市政府是南京国民政府成立后天津市的最高行政机关，于1928年6月成立，1930年，南京国民政府改天津特别市为天津市。

## 主要领导
- 市长：南桂馨（1928年6月－1928年9月）、崔廷献（1928年9月－1930年10月）

## 事件
- 1927年1月17日，比利时驻华公使洛恩宣布，比利时愿意将天津比租界交还中国，以示友好。
- 1928年6月，国民革命军占领天津，南京国民政府设立“天津特别市”。
- 1929年8月31日由于天津比租界面临财政危机，中比两国签订了交还天津比租界的约章，规定该租界的行政管理权，以及所有租界公产，移交中国政府；而比租界工部局所负的9万3千两白银（包括利息）由中国政府偿还。
- 1930年6月，天津特别市改为南京国民政府行政院直辖的天津市。同年11月，因河北省省会由北平迁至天津，天津直辖市改为省辖市。